# Guillaume Rufin
Guillaume Rufin (Viriat, 26 maggio 1990) è un ex tennista francese.
Ha conseguito i migliori risultati in singolare, vincendo alcuni tornei minori e diversi incontri nel circuito maggiore. Si è spinto fino al secondo turno in tutte le prove del Grande Slam. Il suo miglior ranking ATP è stato l'81º posto raggiunto nel settembre 2013. Vittima di diversi infortuni, si è ritirato a soli 25 anni.

## Carriera
Fa il suo esordio nel circuito maggiore con una wild-card all'Open di Francia 2009 il giorno prima del suo diciannovesimo compleanno e supera al primo turno Eduardo Schwank. A ottobre si aggiudica all'Aberto de Florianópolis il primo titolo Challenger sconfiggendo in finale Pere Riba con il punteggio di 6-4, 3-6, 6-3.
Nel 2010 raggiunge per la prima volta i quarti di finale in un torneo ATP all'Open 13 di Marsiglia e viene eliminato in tre set da Miša Zverev. Ottiene la sua migliore prestazione in doppio della carriera agli Open di Francia 2010, dove si spinge fino al terzo turno in coppia con Alexandre Sidorenko e cedono in tre set contro i vincitori del torneo Daniel Nestor / Nenad Zimonjić. Entra con una wild-card agli US Open 2010 e sconfigge Leonardo Mayer prima di essere eliminato al secondo turno da Paul-Henri Mathieu.
Nel 2012 torna a disputare i quarti di finale in un torneo ATP a Montpellier con le vittorie su Vasek Pospisil e Feliciano López, e perde in tre set contro Gilles Simon. Nella seconda parte della stagione raggiunge 4 finali Challenger, vince quella di Villa Allende ed entra per la prima volta nella top 100.
Nel 2013 si spinge fino al secondo turno agli Australian Open e si ritira dopo aver raggiunto i quarti di finale all'ATP di Viña del Mar. Vince il suo unico incontro in carriera in un Masters 1000 al Miami Open. Dopo il secondo turno raggiunto al torneo di Wimbledon, vince il suo ultimo Challenger in carriera alla Oberstaufen Cup superando in finale Peter Gojowczyk. Grazie al secondo turno agli US Open sale all'81º posto mondiale, che rimarrà il miglior ranking in carriera.
Nel 2014 subisce diversi infortuni che lo tengono spesso lontano dai campi da gioco, a fine anno comincia a pensare al ritiro e si decide a fine primavera del 2015. Disputa l'ultimo torneo da professionista nel luglio 2015 e si ritira a soli 25 anni.

## Statistiche

### Tornei minori

#### Singolare

##### Vittorie (10)
| Legenda        |
| Challenger (3) |
| Futures (7)    |

| N.  | Data             | Torneo                                 | Superficie      | Avversario in finale  | Punteggio     |
| 1.  | 15 febbraio 2009 | Egypt F3, Il Cairo                     | Terra rossa     | Karim Maamoun         | 5-7, 6-1, 6-4 |
| 2.  | 15 febbraio 2009 | France F6, Angers                      | Terra rossa (i) | Andreas Haider-Maurer | 6-3, 2-6, 6-4 |
| 3.  | 10 agosto 2009   | Russia F3, Mosca                       | Terra rossa     | Valery Rudnev         | 6-2, 6-4      |
| 4.  | 26 ottobre 2009  | Aberto de Florianópolis, Florianópolis | Terra rossa     | Pere Riba             | 6-4, 3-6, 6-3 |
| 5.  | 11 aprile 2011   | Chile F2, Santiago del Cile            | Terra rossa     | Duilio Beretta        | 6-2, 6-2      |
| 6.  | 18 aprile 2011   | Chile F3, Santiago del Cile            | Terra rossa     | Guillermo Hormazábal  | 6-4, 6-2      |
| 7.  | 9 ottobre 2011   | Algeria F3, Algeri                     | Terra rossa     | Guillermo Olaso       | 7-6(2), 6-4   |
| 8.  | 21 ottobre 2012  | Copa Cordoba, Villa Allende            | Terra rossa     | Javier Martí          | 6-2, 6-3      |
| 9.  | 28 luglio 2013   | Oberstaufen Cup, Oberstaufen           | Terra rossa     | Peter Gojowczyk       | 6-3, 6-4      |
| 10. | 10 agosto 2014   | Italy F26, Bolzano                     | Terra rossa     | Thomas Holzer         | 6-4, 2-6, 6-2 |

##### Finali perse (7)
| Legenda        |
| Challenger (4) |
| Futures (3)    |

| N. | Data             | Torneo                                   | Superficie  | Avversario in finale  | Punteggio   |
| 1. | 18 maggio 2009   | Bosnia & Herzegovina F2, Sarajevo        | Terra rossa | Aldin Šetkić          | 5-7, 2-6    |
| 2. | 15 febbraio 2009 | Estonia F2, Kuressaare                   | Terra rossa | Axel Michon           | 3-6, 6(5)-7 |
| 3. | 17 maggio 2010   | Bosnia & Herzegovina F4 , Sarajevo       | Terra rossa | Michal Schmid         | w/o         |
| 4. | 16 luglio 2012   | Timișoara Challenger, Timișoara          | Terra rossa | Victor Hănescu        | 3-6, 0-6    |
| 5. | 7 ottobre 2012   | Quito Challenger, Quito                  | Terra rossa | João Souza            | 2-6, 6(4)-7 |
| 6. | 28 ottobre 2012  | Challenger de Buenos Aires, Buenos Aires | Terra rossa | Diego Schwartzman     | 1-6, 5-7    |
| 7. | 7 settembre 2014 | Brașov Challenger, Brașov                | Terra rossa | Andreas Haider-Maurer | 3-6, 2-6    |